# Народовластие (депутатская группа)
«Народовла́стие» — депутатская группа в Государственной думе Российской Федерации II созыва (1995—1999). Вместе с фракцией КПРФ и фракцией АПР составляла оппозиционное левоцентристское большинство, хотя по ряду вопросов занимала менее радикальные позиции. Придерживалась патриотических позиций, отстаивала сохранение территориальной целостности страны и необходимость сохранения стратегических отраслей экономики в руках государства, выступала против проводимых экономических реформ.
Председатель группы — Николай Рыжков, заместитель — Сергей Глотов, сопредседатели — Сергей Бабурин, Виктор Машинский, Станислав Говорухин, Александр Дзасохов и Станислав Федоров.

## История
Основу группы составили депутаты, избранные от избирательных блоков КПРФ, «Власть народу» (набрал менее 2 % голосов), и «Конгресс русских общин» (набрал около 4 % голосов). Изначально предполагалось, что депутаты-одномандатники от непрошедших в результате выборов партий и общественно-политических движений создадут единую центристскую фракцию (о чём велись переговоры между Сергеем Бабуриным и Артуром Чилингаровым), однако из-за крайне полярного отношения к политике президента Ельцина и правительства Черномырдина этого достичь не удалось: более проправительственная группа Чилингарова «Российские регионы» была неприемлема для оппозиционно настроенных депутатов, которые решили объединиться в отдельную фракцию. К 10 января 1996 года группа, по словам Бабурина, насчитывала 27 официально вступивших депутатов и 11, давших устное согласие. К ней присоединились все 9 депутатов от блока «Власть — народу!», некоторые члены и сторонники КПРФ (в том числе 6 депутатов, официально избранных от неё и направленные туда в помощь по решению фракции), представители умеренной оппозиции («Конгресс русских общин», С. Говорухин, С. Федоров). 16 января группа официально была зарегистрирована в составе 37 депутатов во главе с Николаем Рыжковым.
При голосовании за Председателя Госдумы оба раза поддержала кандидатуру Геннадия Селезнёва (КПРФ).
В соответствии с пакетными соглашениями, фракция «Народовластие» получила должности одного заместителя председателя Думы, 3-х председателей комитетов (из них одного — из квоты КПРФ, добровольно передавшей портфель) и 7-ми заместителей председателей комитетов.
15 марта 1996 года группа совместно с фракциями КПРФ и АПР проголосовала за денонсацию Беловежских соглашений. При этом Сергей Бабурин выдвинул на рассмотрение Думы свой проект постановления по этому вопросу, который рассматривал как альтернативу проекту трех фракций, а Святослав Федоров совместно с Александром Лебедем (внефракционный) и Григорием Явлинским (фракция «Яблоко») подписал заявление, в котором группа «Народовластие» причисляется к «ряду коммунистических фракций», а инкриминируемое ею предложение о денонсации Беловежских соглашений именуется авантюристическим.

## Состав
1. Авалиани, Теймураз Георгиевич[2]
2. Аничкин, Иван Степанович
3. Бабурин, Сергей Николаевич[3]
4. Безбородов, Николай Максимович
5. Глотов, Сергей Александрович[3]
6. Говорухин, Станислав Сергеевич[4]
7. Грешневиков, Анатолий Николаевич[3]
8. Григорьев, Владимир Федорович[5]
9. Данилова, Нина Петровна[2]
10. Дзасохов, Александр Сергеевич
11. Ждакаев, Иван Андреевич[2]
12. Жукова, Нелля Николаевна
13. Зацепина, Нина Андреевна[3]
14. Зволинский, Вячеслав Петрович
15. Казаров, Олег Владимирович
16. Корнилова, Зоя Афанасьевна[3]
17. Костин, Георгий Васильевич[2]
18. Лебедь, Алексей Иванович
19. Лозинская, Жанна Михайловна[6]
20. Максаков, Александр Иванович[2]
21. Манякин, Сергей Иосифович[3]
22. Машинский, Виктор Леонидович[7]
23. Никитин, Владимир Петрович
24. Останина, Нина Александровна
25. Панарин, Николай Васильевич
26. Поляков, Юрий Александрович[3]
27. Попов, Сергей Борисович
28. Рыжков, Николай Иванович[3]
29. Сергеенков, Владимир Нилович
30. Сергиенко, Валерий Иванович[8]
31. Смолин, Олег Николаевич
32. Сулакшин, Степан Степанович
33. Сумин, Петр Иванович[8]
34. Тихонов, Георгий Иванович[3]
35. Уткин, Владимир Петрович[8]
36. Федоров, Святослав Николаевич[9]
37. Шашурин, Сергей Петрович
38. Штогрин, Сергей Иванович[2]